# Tim Vergauwen
Tim Vergauwen (Anversa, 25 aprile 1974) è un allenatore di calcio a 5 ed ex giocatore di calcio a 5 belga.

## Carriera
Con la nazionale maschile di calcio a 5 del Belgio Vergauwen ha disputato il FIFA Futsal World Championship 1996 nel quale i diavoli rossi sono stati eliminati al secondo turno, nel girone comprendente Spagna, Russia e Italia. Ha inoltre partecipato a tre edizioni del campionato europeo: nel 1996 i belgi hanno vinto il bronzo mentre nel 1999 e nel 2003 sono usciti al primo turno. In totale, Vergauwen ha disputato 88 incontri con la nazionale, realizzando 44 reti.